# グローディア
グローディア（GLODIA）は、かつて存在した日本のゲームソフト開発会社。
全体的な作品傾向として、ゲーム内におけるシナリオ・イベントに非常に力を注いだものが多い。マップパーツを圧縮することによって得た容量の許す限りに詰め込まれたシナリオと、当時としては破格に美麗なビジュアルシーンを取り入れたイベントは、プレイヤーに強い印象を残した。反面、戦闘システムにおいてオートAIを取り入れることが多く、戦術介入度はあまりない。
初期はRPG作品が多く、中でも『エメラルドドラゴン』は大ヒット作となった。後期になるとリアルタイムSRPGに傾倒していく。

## 作品
- ライレーン（1986年 PC88、FM-77、日本テレネット時代作品）
- テスタメント（1987年 PC88、1988年 MSX）
- サバッシュ（1988年 PC88、PC98、1989 X68k）
- エメラルドドラゴン（1989年 PC88、PC98、1990年 X68k、MSX、1992年 TOWNS）
- ヴェインドリーム（1991年 PC88、PC98、1993年 TOWNS）
- バーンウェルト（1992年 X68k）
- ヴェインドリームII（1992年 PC98、TOWNS）
- サバッシュII 〜メヒテの大予言〜（1993年 PC98）
- バイブルマスター（1993年 PC98、TOWNS）
- ディファレント・レルム 久遠の賢者（1993年 PC98）
- アルヴァリーク冒険記（1993年 PC98）
- バイブルマスター・セカンド 〜THE CHAOS OF AGLIA〜（1994年 PC98、TOWNS）
- ラグナレック（1994年 PC98）
- エテミブル 〜天壌無窮〜（1994年 PC98）

## 主なクリエイター
- 池亀治 - 会社代表、プログラマー
- ホエー桑田（桑田浩之） - プログラマー
- 飯淳 - シナリオライター
- 佐藤一弘（佐野一馬） - シナリオライター
- 木村明広 - キャラクターデザイナー
- 恋瀬信人 - ミュージックコンポーザー
- 佐藤天平 - ミュージックコンポーザー

## ブバオ
GLODIAのゲームには、たびたびブバオの名が使われている。
- バーンウェルト - キャラクターデザイン担当のスタッフ「ブバオ」
- ヴェインドリームII - 敵キャラ「シュリーカー」に見た目がそっくりで落ちてるものを何でも取り込むダンジョンの掃除屋「ブバオタケ」
- ディファレントレルム - 「ブバオタケ」と同じ見た目の敵キャラ「エセブバオタケ」、導師「ブーバオン」
- サバッシュII - 奥にスタッフルーム「かいしゃという名の洞窟」がある洞窟「ブバオという名の洞窟!?」
- アルヴァリーク冒険記 - 最強のショットガン「SG00ブバオEX」